# Great Teacher Onizuka

Great Teacher Onizuka,(グレート・ティーチャー・オニヅカ, Gurēto Tīchā Onizuka), abreviat oficial la GTO, este un manga, anime și serial-dramă TV japonez, adresată adolescenților, creat de Tohru Fujisawa. Este povestea lui Eikichi Onizuka, un fost membru al unei găști de motocicliști bōsōzoku, și visul acestuia de a deveni cel mai bun profesor din Japonia. GTO este o continuare oficială a manga-ului de același autor Shonan Junai Gumi, precedată la rândul său de Bad Company.